# Planguenoual
Planguenoual korábbi község Franciaországban, Côtes-d’Armor megyében. Lakosainak száma 2226 fő (2018. január 1.). Planguenoual Andel, Lamballe, Morieux, Pléneuf-Val-André és Saint-Alban községekkel határos.
2019. január 1-jén Lamballe és Morieux korábbi községgel egyesült és az így létrejött Lamballe-Armor új község része lett..

## Népesség
A település népességének változása:
| Lakosok száma | 1461 | 1431 | 1562 | 1550 | 1736 | 2083 | 2173 | 2251 | 2216 | 2226 |
|               | 1968 | 1975 | 1982 | 1999 | 2006 | 2011 | 2013 | 2016 | 2017 | 2018 |